# Улльский район
Улльский район — административно-территориальная единица в составе Белорусской ССР, существовавшая в 1924—1931 и 1946—1956 годах. Центр — местечко (с 1938 — городской посёлок) Улла.
Улльский район был образован в 1924 году в составе Полоцкого округа. По данным 1926 года имел площадь 1281 км², население — 44,5 тыс. чел. В 1930 году, когда была упразднена окружная система, Улльский район перешёл в прямое подчинение БССР. В 1931 году район был упразднён.
В сентябре 1946 года Улльский район был восстановлен в составе Витебской области.
По данным на 1 января 1947 года район имел площадь 0,9 тыс. км². В его состав входили городской посёлок Улла и 11 сельсоветов: Бараньковский (центр — д. Кордон), Глыбоченский (центр — д. Рукшеницы), Зароченский (центр — д. Туросса), Клетченский (центр — д. Леоново), Мишковичский, Сокоровский (центр — д. Скакуновщина), Сушанский, Ульский, Усайский (центр — д. Ровное Поле), Усвейский (центр — д. Стан), Хотинский.
В 1956 году район был упразднён, а его территория разделена между Бешенковичским, Лепельским, Сиротинским и Ушачским районами.